# Filmografia sobre o período ditatorial na América Latina
As ditaduras militares que aconteceram na América Latina deixaram marcas profundas na história dos países e de seus habitantes. Muitos cineastas transformaram essa dor e resistência em filmes impactantes, mostrando desde a repressão violenta até a batalha pela liberdade. O cinema passou a ser uma forma de preservar a memória e refletir sobre esses acontecimentos, ajudando a manter viva a lembrança daqueles que enfrentaram a opressão.
Nesta lista, organizada em ordem alfabética, estão filmes que abordam esse período, apresentando diferentes pontos de vista sobre os regimes autoritários que marcaram a região. As histórias variam desde dramas pessoais até registros históricos, destacando momentos importantes na luta pela democracia em países como Brasil, Argentina, Uruguai, Chile, Equador, República Dominicana, Bolívia, Peru, Paraguai, Haiti, Guatemala, Nicarágua e Venezuela.
| Nº | TÍTULO                                                          | ANO  | DIRETOR(A)                                        | PAÍS               | GÊNERO        | DURAÇÃO  | ENREDO |
| 1  | 1976                                                            | 2022 | Manuela Martelli                                  | Chile              | Ficção: Drama | 1h40min  | Durante a ditadura chilena de 1976, uma mulher abriga um jovem ferido que resiste ao governo. Tomada pela paranoia, ela se vê dividida entre o medo e seus sentimentos. |
| 2  | A Casa dos Espíritos (The House of the Spiritc)                 | 1993 | Bille August                                      | Dinamarca          | Romance       | 2h26min  | Acompanha a saga da família Trueba no Chile, do século XX até os anos 1970. A história passa por amor, poder e mudanças sociais, culminando na turbulência política que levou à queda do presidente Salvador Allende. |
| 3  | A Cordilheira dos Sonhos (The Cordillera of Dreams)             | 2019 | Patricio Guzman                                   | Chile              | Documentário  | 1h24min  | No Chile, o Sol sobe até o topo dos Andes, uma cordilheira imponente e, muitas vezes, desconhecida pelos próprios chilenos. Após explorar outras regiões do país, Patricio Guzmán decide filmar essa paisagem para revelar seus mistérios e segredos históricos. |
| 4  | A Memória Que Me Contam                                         | 2012 | Lúcia Murat                                       | Brasil             | Ficção: Drama | 1h40min  | Ana, ex-guerrilheira, é o que resta de um grupo de amigos que enfrentou a ditadura militar no Brasil. Com sua morte se aproximando, eles se reencontram na sala de espera de um hospital. |
| 5  | A noite dos Lápis (La Noche de Los Lapices)                     | 1986 | Hector Oliveira                                   | Argentina          | Crime         | 1h46min  | A Noite dos Lápis é um filme argentino de 1986, dirigido por Héctor Olivera e escrito por Olivera e Daniel Kon, baseado no livro de María Seoane e Héctor Ruiz Núñez. |
| 6  | Ação entre Amigos                                               | 1998 | Beto Brant                                        | Brasil             | Ficção: Drama | 1h16min  | Vinte e cinco anos após enfrentarem a ditadura, Miguel, Paulo, Osvaldo e Elói descobrem que seu torturador ainda está vivo. Eles se unem para sequestrá-lo, mas uma revelação inesperada pode abalar sua amizade. |
| 7  | Ainda Estou Aqui                                                | 2024 | Walter Salles                                     | Brasil             | Ficção: Drama | 2h15min  | Retrata a luta de Eunice Paiva para descobrir o destino de seu marido Rubens, levado por agentes da ditadura militar brasileira nos anos 1970. Enquanto enfrenta décadas de incerteza e dor, ela precisa reconstruir sua vida e garantir um futuro para seus cinco filhos. |
| 8  | Allenda en su laberinto                                         | 2014 | Miguel Littin                                     | Chile              | Ficção: Drama | 1h30min  | O filme retrata as últimas horas do ex-presidente chileno Salvador Allende no Palácio de La Moneda, em 11 de setembro de 1973, enquanto o exército cerca o local e pressiona sua renúncia. |
| 9  | Amnésia                                                         | 1994 | Gonzalo Justiniano                                | Chile              | Ficção: Drama | 1h30min  | Leonard busca o assassino de sua esposa, mas sua perda de memória impede que ele retenha novas informações. Sem lembrar dos últimos minutos, ele precisa de estratégias para seguir sua investigação. |
| 10 | Aranha                                                          | 2019 | Andrés Wood                                       | Chile              | Crime         | 1h45min  | Charlotte, uma jovem solitária, encontra uma aranha misteriosa que cresce rapidamente e se torna uma ameaça mortal. Enquanto seus vizinhos desaparecem, ela precisa agir para salvar sua família e impedir o terrível predador. |
| 11 | Argentina,1985                                                  | 2022 | Santiago Mitre                                    | Argentina          | Ficção: Drama | 02h20min | Retrata a luta dos promotores Julio Strassera e Luis Moreno Ocampo para investigar e levar a julgamento os líderes da ditadura militar argentina. |
| 12 | As irmãs Quispe                                                 | 2013 | Sebastian Sepúlveda                               | Chile              | Ficção: Drama | 1h30min  | Baseado em fatos reais de 1974, o filme narra a história das irmãs Justa, Lucía e Luciana Quispe, pastoras que vivem isoladas nas montanhas. Quando uma nova lei muda seu destino, elas precisam repensar suas vidas. |
| 13 | Azor                                                            | 2021 | Andreas Fontana                                   | Argentina          | Ficção: Drama | 1h40min  | Yvan De Wiel, um banqueiro suíço, viaja para a Argentina durante a ditadura para substituir seu sócio desaparecido. Em meio a encontros discretos e vigilância constante, ele enfrenta um duelo silencioso com outro banqueiro, revelando uma colonização sutil e implacável. |
| 14 | Batismo de Sangue                                               | 2007 | Helvécio Ratton                                   | Brasil             | Ficção: Drama | 1h50min  | Acompanha a história de cinco frades dominicanos que, nos anos 1960, se envolvem na resistência contra a ditadura militar brasileira. Por apoiarem a luta armada, são presos, torturados e acusados de comunismo, enfrentando os horrores da repressão política. |
| 15 | Chile, A Memória Obstinada                                      | 1997 | Patricio Guzmán                                   | Chile              | Documentário  | 59min    | Documentário de 1997, dirigido por Patricio Guzmán. Ele registra sua volta ao Chile após anos no exterior para exibir, pela primeira vez no país, seu filme A Batalha do Chile |
| 16 | Infancia Clandestina (Clandestine Childhood)                    | 2012 | Benjamín Avila                                    | Argentina          | Ficção: Drama | 1h52min  | Juan, um jovem que vive escondido com sua família durante a ditadura argentina dos anos 70. Ao se apaixonar por Maria, ele arrisca sua identidade secreta, colocando todos em perigo, enquanto descobre o significado do primeiro amor em meio ao caos político. |
| 17 | Amor e Revolução                                                | 2015 | Florian Gallenberger                              | Chile              | Romance       | 1h50min  | Durante o golpe de Estado no Chile em 1973, um jovem é sequestrado pela polícia secreta de Pinochet. Sua namorada segue as pistas até Colonia Dignidad, um local misterioso no sul do país. |
| 18 | Condenados                                                      | 2013 | Carlos Martinez                                   | EUA                | Ficção: Drama | 1h22min  | Jack Conrad está no corredor da morte, esperando sua execução em uma prisão da América Central, quando um produtor de televisão o compra e o leva para uma remota ilha. Lá, Jack e outros nove prisioneiros devem lutar entre eles até a morte e o único sobrevivente tem como prêmio a sua liberdade. O produtor planeja transmitir o evento ao vivo e sem censura pela Internet.                          |
| 19 | Crônica de Uma Fuga                                             | 2006 | Adrián Caetano                                    | Argentina          | Ficção: Drama | 1h51min  | Nos anos 70, um goleiro argentino é sequestrado, interrogado e torturado pelo regime militar. Ao descobrir que faz parte de um golpe, ele decide fugir junto com três outros presos. |
| 20 | De Amor e de Sombra                                             | 1994 | Betty Kaplan                                      | Chile              | Ficção: Drama | 1h50min  | Um fotógrafo e uma mulher se unem para resistir aos militares após o golpe de 1973 no Chile. |
| 21 | December moord                                                  | 2019 | Maarten Treurniet                                 | EUA                | Ficção: Drama | 1h27min  | Retrata o massacre de dezembro de 1982, em que 15 opositores do governo foram executados. |
| 22 | Democracia em preto e branco                                    | 2014 | Pedro Asbeg                                       | Brasil             | Documentário  | 1h30min  | Sócrates, Casagrande e Wladimir lideram um movimento histórico no futebol, usando a democracia dentro do time como forma de protesto contra o regime militar nos anos 1980. |
| 23 | Desaparecido: Um Grande Mistério (Disappeared: a great mystery) | 1982 | Costa-Gavras                                      | EUA                | Mistério      | 2h02min  | Após um golpe militar na América do Sul, um jornalista americano desaparece. Seu pai viaja para ajudar na busca e acaba descobrindo uma conspiração encoberta pelos EUA. |
| 24 | El clavel negro                                                 | 2007 | Ulf Hultberg                                      | Chile              | Romance       | 1h35min  | Durante a ditadura de Pinochet, Harald Edelstam, embaixador sueco, ajuda centenas de presos políticos a obter documentos para salvar suas vidas. Suas ações seguem sendo um exemplo de coragem e humanidade. |
| 25 | El Secreto de Sus Ojos (O Segredo dos Seus Olhos)               | 2009 | Juan José Campanella                              | Argentina          | Crime         | 2h07min  | Recém-aposentado, Benjamin Esposito decide escrever um livro sobre um crime brutal que investigou em 1974. Com a ajuda de seu amigo e de sua chefe, ele busca justiça para o viúvo da vítima, enquanto lida com sentimentos não resolvidos. |
| 26 | El Tesoro                                                       | 2017 | Alfredo Léon                                      | Colômbia           | Ficção: Drama | 1h30min  | Relata o período da ditadura no Equador e os desafios políticos e sociais que surgiram em decorrência desse regime. |
| 27 | Em Busca de Lara                                                | 2013 | Flávio Frederico                                  | Brasil             | Documentário  | 1h31min  | Iara Iavelberg deixou sua família para se dedicar à luta armada durante a ditadura militar. Ativa no movimento estudantil dos anos 1960, foi o grande amor de Carlos Lamarca. |
| 28 | État de Siège (Estado de Sítio)                                 | 1972 | Costa-Gavras                                      | Chile              | Suspense      | 2h10min  | Acompanha a perseguição dos Tupamaros a Philip Santore, um colaborador dos regimes militares na América do Sul. A narrativa, revela seu papel na disseminação de técnicas de tortura e a motivação dos guerrilheiros para capturá-lo, explorando a luta contra a repressão política. |
| 29 | Garage Olimpo                                                   | 1999 | Marco Bechis                                      | Argentina          | Ficção: Drama | 1h38min  | Uma adolescente é levada pelo Exército argentino sob acusação de subversão. Enquanto sua mãe busca desesperadamente por respostas, ela sofre tortura no aterrorizante subsolo do Garage Olimpo. |
| 30 | Histórias Que Nosso Cinema (Não) Contava                        | 2017 | Fernanda Pessoa                                   | Brasil             | Documentário  | 1h19min  | Uma releitura da ditadura militar no Brasil, explorada através da pornochanchada, o gênero mais popular dos anos 1970. As imagens e sons dessas produções revelam a violência estatal, a luta armada e a modernização do país. |
| 31 | Hoje                                                            | 2011 | Tata Amaral                                       | Brasil             | Ficção: Drama | 1h30min  | Vera recebe uma indenização pelo desaparecimento de seu marido na ditadura e compra um belo apartamento. Porém, uma visita inesperada transforma sua vida. |
| 32 | I Love Pinochet                                                 | 2001 | Marcela Said                                      | Chile              | Documentário  | 52min    | É um documentário chileno de 2001, dirigido por Marcela Said, que examina o impacto do pinochetismo após a prisão do ex-ditador Augusto Pinochet em Londres. |
| 33 | Juan: Como si nada hubiera sucedido                             | 1987 | Carlos Echeverria                                 | Argentina          | Documentário  | 4h45min  | Apresenta a investigação sobre o desaparecimento do estudante Juan Herman na cidade de Bariloche, Argentina, durante a última ditadura militar. |
| 34 | Kamchatka                                                       | 2002 | Marcelo Piñevro                                   | Argentina          | Ficção: Drama | 1h46min  | Harry, um garoto de 10 anos vive uma infância tranquila nos anos 70, é interrompida quando sua família, perseguida pela ditadura argentina, precisa fugir. Eles se escondem em uma fazenda no interior, onde lida com a perda de sua antiga vida enquanto tenta manter sua inocência infantil. |
| 35 | Kóblic                                                          | 2016 | Sebastian Borensztein                             | Argentina          | Ficção: Drama | 1h32min  | Durante a ditadura argentina, Kóblic, ex-capitão da marinha, tenta recomeçar em uma pequena cidade. Sua presença desperta suspeitas, e o delegado local decide investigá-lo. |
| 36 | La Historia Oficial (A História Oficial)                        | 1985 | Luis Puenzo                                       | Argentina          | Ficção: Drama | 1h52min  | Alicia, uma professora argentina que, nos anos 1980, começa a questionar a origem de sua filha adotiva ao reencontrar uma amiga exilada. Sua busca por respostas a leva a confrontar segredos da ditadura e a dura realidade dos desaparecidos políticos. |
| 37 | La Noche de 12 Años                                             | 2018 | Álvaro Brechner                                   | Uruguai            | Crime         | 2h02min  | Retrata a dura prisão de José Mujica, Mauricio Rosencof e Eleuterio Fernández Huidobro, militantes dos Tupamaros no Uruguai. Capturados pela ditadura, eles passam 12 anos em isolamento extremo, enfrentando tortura física e psicológica, sem saber se um dia serão libertados |
| 38 | A Teta Assustada (La Teta Asustada)                             | 2009 | Claudia Llosa                                     | Peru               | Ficção: Drama | 1h35min  | Fausta, uma jovem marcada por um trauma profundo, resultado da violência sofrida por sua mãe durante a guerra no Peru. Após a morte materna, ela precisa enfrentar seus medos e encontrar sua própria força para seguir em frente, enquanto lida com uma crença popular sobre a transmissão do trauma. |
| 39 | La Yuma                                                         | 2009 | Florence Juagey                                   | Nicarágua          | Ação          | 1h30min  | Yuma, uma jovem determinada que sonha em ser boxeadora, enfrentando a dura realidade da pobreza e violência em Manágua. Quando se apaixona por Ernesto, um estudante de jornalismo, precisa lidar com os desafios sociais que tornam esse amor ainda mais difícil. |
| 40 | Lamarca                                                         | 1994 | Sérgio Rezende                                    | Brasil             | Ficção: Drama | 2h10min  | O icônico capitão Carlos Lamarca abandona sua família e a carreira militar, decidindo ingressar na luta armada contra a ditadura. Como guerrilheiro, ele organiza importantes operações e lidera confrontos contra as forças militares. |
| 41 | Libelu – Abaixo a Ditadura                                      | 2020 | Diógenes Muniz                                    | Brasil             | Documentário  | 1h29min  | Liberdade e Luta surgiu em 1976 como um grupo trotskista universitário impulsionado por uma organização clandestina. Com seu lema "abaixo a ditadura", ganhou fama pela irreverência e abertura cultural. Entre os anos 1970 e 1980, Libelu virou sinônimo de radicalismo e, para críticos, de inconsequência política. O documentário revela o destino e as ideias dos jovens que enfrentaram os generais. |
| 42 | Machuca                                                         | 2004 | Andrés Wood                                       | Chile              | Ficção: Drama | 2h01min  | Ilustra a amizade entre Gonzalo, um jovem de família rica, e Pedro, um menino de origem humilde, no Chile de 1973. Em meio às tensões políticas da época, a relação entre os dois expõe as desigualdades sociais e os impactos do golpe militar que derrubou Salvador Allende. |
| 43 | Marighella                                                      | 2021 | Wagner Moura                                      | Brasil             | Ação          | 2h35min  | Carlos Marighella, líder da resistência contra a ditadura militar no Brasil, que comanda um grupo de guerrilheiros para divulgar sua luta ao povo. Enquanto enfrenta a censura e a repressão, seu maior inimigo é Lúcio, um policial determinado a capturá-lo. |
| 44 | Matar a Todos                                                   | 2007 | Estaban Schroeder                                 | Chile              | Ficção: Drama | 1h32min  | Uma advogada investiga o sumiço do químico chileno Eugenio Barrios, ex-colaborador de Pinochet. Seu pai se opõe à busca, pois pode estar envolvido no caso. |
| 45 | Memória Sufocada                                                | 2023 | Gabriel Di Giacomo                                | Brasil             | Documentário  | 1h15min  | O documentário analisa o passado do Coronel Ustra, militar condenado por tortura na ditadura. Por meio de buscas online, a história do Brasil é reexaminada. |
| 46 | Morte a Pinochet                                                | 2020 | Juan Sabatini                                     | Chile              | Ficção: Drama | 1h20min  | Em setembro de 1986, no Chile, Tamara, líder do grupo guerrilheiro comunista Manuel Rodríguez Frente Patriótica, organiza com seus companheiros um plano para derrubar o regime militar e assassinar o ditador Augusto Pinochet. |
| 47 | My Life with Carlos                                             | 2010 | German Berger-Hertz                               | Chile              | Documentário  | 1h23min  | NÃO ENCONTRADO |
| 48 | No                                                              | 2012 | Pablo Larraín                                     | Chile              | Drama         | 1h58min  | Retrata a campanha do plebiscito de 1988 no Chile, em que um publicitário lidera a campanha do "Não" contra a permanência da ditadura. Utilizando estratégias inovadoras, ele busca convencer a população a votar pela democracia, enfrentando desafios e pressões do regime militar. |
| 49 | Nostalgia da luz                                                | 2010 | Patricio Guzmán                                   | Chile              | Documentário  | 1h30min  | No deserto do Atacama, viúvas buscam os restos mortais de seus maridos, vítimas da ditadura de Pinochet. |
| 50 | O ano em que meus pais saíram de férias                         | 2006 | Cao Hmaburguer                                    | Brasil             | Drama         | 1h50min  | Em 1970, Mauro, um garoto de 12 anos apaixonado por futebol e jogo de botão, vê sua vida virar do avesso quando seus pais saem repentinamente de "férias". Na verdade, eles estão fugindo da perseguição da ditadura militar. O plano era deixá-lo com o avô, mas o destino muda tudo: no dia da chegada de Mauro em São Paulo, o avô falece, e ele acaba ficando com Shlomo, um vizinho judeu solitário.   |
| 51 | O Botão de Pérola                                               | 2015 | Patricio Guzmán                                   | Chile              | Documentário  | 1h22min  | O cineasta Patricio Guzmán explora as águas do Chile, onde milhares de vítimas da ditadura foram lançadas. Ele conecta essa tragédia à geografia isolada do país e ao passado colonial de violência contra os indígenas. |
| 52 | O Buda                                                          | 2005 | Diego Rafecas                                     | Argentina          | Drama         | 1h55min  | Durante a ditadura argentina, Tomas e Rafael ficam órfãos. Buscando um mestre espiritual, Tomas embarca em uma jornada para um templo Zen, acompanhado do irmão e da namorada. |
| 53 | O Conde                                                         | 2023 | Pablo Larrain                                     | Chile              | Terror        | 1h52min  | Augusto Pinochet, à beira da morte como um vampiro envelhecido, ainda é cercado por aqueles que esperam tirar proveito dele até o fim |
| 54 | O Dia Em Que Eu Nâo Nasci                                       | 2010 | Florian Cossen                                    | Argentina          | Drama         | 1h35min  | Durante uma escala em Buenos Aires, Maria se emociona ao ouvir uma canção de ninar. Sentindo uma forte ligação com o país, decide permanecer. Seu pai revela que ela foi adotada e nasceu na Argentina durante a ditadura militar. |
| 55 | O Edificio dos Chilenos                                         | 2010 | Macarena Aguiló                                   | Chile              | Documentário  | 1h36min  | No final dos anos 1970, militantes do MIR exilados na Europa retornam ao Chile para lutar contra a ditadura. Como muitos não podiam levar seus filhos, criam um centro comunitário que abriga 60 crianças, cuidadas por 20 responsáveis ao longo dos anos. |
| 56 | O Grande Irmão: O dia que durou 21 anos 2                       | 2022 | Camilo Tavares                                    | Brasil             |               |          | O documentário revela o envolvimento do governo militar brasileiro, da CIA e do Departamento de Estado dos EUA no golpe que derrubou Salvador Allende no Chile. Mostra os antecedentes, os bastidores do 11 de setembro de 1973 e os 17 anos da ditadura de Pinochet. |
| 57 | O Que é isso Companheiro?                                       | 1997 | Bruno Barreto                                     | Brasil             | Ação          | 1h50min  | Acompanha a luta de um grupo guerrilheiro contra a ditadura militar brasileira nos anos 1960. Após a prisão de um de seus membros, Fernando lidera um ousado plano: o sequestro do embaixador dos EUA no Brasil, visando negociar a libertação de companheiros presos. |
| 58 | Quase dois irmãos                                               | 2004 | Lúcia Murat                                       | Brasil             | Drama         | 1h42min  | Dois amigos de infância, de origens sociais distintas, acabam na prisão após tentarem juntos criar um projeto social em uma favela. |
| 59 | Que bom te ver viva                                             | 1989 | Lúcia Murat                                       | Brasil             | Drama         | 1h40min  | A diretora Lúcia Murat, sobrevivente da tortura durante a ditadura militar, retrata a história de mulheres brasileiras que lutaram armadas contra o regime. O filme traz depoimentos de ex-guerrilheiras e cenas do dia a dia dessas mulheres, que reconstruíram seus caminhos e seus significados de vida.                                                                                                 |
| 60 | Pájaros de Verano                                               | 2019 | Cristina Gallrgo / Ciro Guerra                    | Colômbia           | Crime         | 2h06min  | No início da produção em larga escala de maconha na Colômbia, um período que |
| 61 | Post Mortem                                                     | 2010 | Pablo Larraín                                     | Chile              | Drama         | 1h38min  | Durante o golpe militar no Chile em 1973, um assistente de legista se apaixona por uma dançarina, enquanto ambos enfrentam o caos e os perigos do regime. |
| 62 | Pra Frente, Brasil                                              | 1982 | Roberto Farias                                    | Brasil             | Ficção        | 1h50min  | Jofre, um homem de classe média, tem sua vida destruída ao ser injustamente acusado de subversão após dividir um táxi com um militante de esquerda. Preso e torturado, ele se torna mais uma vítima do regime, enquanto o país celebra a vitória na Copa do Mundo |
| 63 | Prisão nos Andes                                                | 2023 | Felipe Carmona                                    | Chile              | Terror        | 1h45min  | Cinco dos torturadores mais cruéis da ditadura de Pinochet cumprem pena em uma prisão luxuosa aos pés da Cordilheira dos Andes. Com piscina, jardins e aviários, o local tem guardas que mais parecem empregados. |
| 64 | Romero                                                          | 1989 | John Duigan                                       | Mexico             | Drama         | 1h42min  | Retrata a trajetória de dom Oscar Romero, arcebispo de San Salvador, que se torna um defensor dos direitos humanos e da justiça durante a ditadura militar em El Salvador. Enfrentando a violência do regime, ele usa sua voz para proteger os mais vulneráveis, mesmo colocando sua própria vida em risco.[8]                                                                                              |
| 65 | Santiago, Itália                                                | 2018 | Nanni Moretti                                     | Chile              | Documentário  | 1h20min  | Após o golpe militar no Chile em 1973, a embaixada italiana tornou-se um refúgio para opositores do regime. Muitos encontraram abrigo no local e garantiram asilo. |
| 66 | Setenta                                                         | 2013 | Emília Silveira                                   | Brasil             | Documentário  | 1h36min  | Em 7 de dezembro de 1970, grupos de resistência à ditadura sequestraram o embaixador suíço no Brasil para negociar a libertação de 70 presos políticos. Assim teve início o mais longo sequestro político do país. |
| 67 | Sinfonia para Ana                                               | 2017 | Virna Molina/ Ernesto Ardito                      | Argentina          | Drama         | 1h59min  | A história de uma estudante em Buenos Aires que enfrenta os desafios da ditadura argentina, lutando por justiça e liberdade dentro e fora da escola. |
| 68 | Stones in the Sun                                               | 2012 | Patricia Benot                                    | EUA                | Drama         | 1h35min  | Em meio à intensificação da violência política, um jovem casal, duas irmãs, um pai e seu filho deixam o Haiti rumo a Nova York. Lá, são obrigados a encarar as verdades ocultas de seus passados entrelaçados. |
| 69 | Tarde para Morrer Jovem                                         | 2018 | Dominga Sotomayor Castillo                        | Chile              | Drama         | 1h50min  | No verão de 1990, com o fim da ditadura no Chile, um grupo de famílias busca uma vida nova em uma comunidade isolada aos pés dos Andes. Enquanto o país muda, Sofía, Lucas e Clara exploram amores, desejos e medos, preparando-se para a festa de Ano Novo. |
| 70 | Tenho Medo Toureiro                                             | 2020 | Rodrigo Sepúlveda                                 | Chile              | Drama         | 1h32min  | Nos anos 1980, durante a ditadura de Pinochet, uma travesti pobre e idosa se apaixona por um guerrilheiro. Envolvida na luta clandestina, aceita esconder segredos da resistência em sua casa, arriscando a própria segurança. |
| 71 | The Panama Deception                                            | 1992 | Barbara Trent                                     | EUA                | Documentario  | 1h31min  | Um documentário que conecta o passado ao presente, ampliando a percepção popular sobre os riscos associados aos interesses governamentais, especialmente no contexto da política externa dos Estados Unidos. |
| 72 | The part for the whole                                          | 2015 | Roberto Persano/ Santiago Cabrerea / Andrés Cantó |                    | Documentário  | 1h12min  | NÃO ENCONTRADO |
| 73 | The South                                                       | 1988 | Fernando Solanas                                  | Espanha            | Drama         | 2h07min  | Estrella cresce fascinada pelo mistério que envolve seu pai, cuja origem no sul da Espanha guarda segredos que a intrigam. Ao amadurecer, ela descobre que ele ainda nutre um amor do passado. |
| 74 | Tony Mareno                                                     | 2008 | Pablo Larrain                                     | Brasil             | Drama         | 1h38min  | No Chile dos anos 70, Raúl Peralta é fascinado por "Os Embalos de Sábado à Noite" e pelo personagem Tony Manero. Sua obsessão o leva a extremos ao participar de um concurso de imitadores. |
| 75 | Trópico de Sangue                                               | 2011 | Juan Delancer                                     | República Dominica | Drama         | 1h57min  | Inspirado em fatos reais, o filme se passa na República Dominicana dos anos 1950, onde Minerva Mirabal e suas irmãs, criadas em uma família privilegiada, veem seu país mergulhado na turbulência da ditadura brutal de Rafael Trujillo. A trama acompanha a coragem dessas mulheres que ousaram desafiar o regime opressor e lutar por liberdade.                                                          |
| 76 | Vermelho Sol                                                    | 2018 | Benjamin Naishtat                                 | Argentina          | Drama         | 1h49min  | Um advogado arrogante tem sua vida perfeita abalada quando um detetive particular chega à cidade para investigar um desaparecimento, revelando segredos inesperados. |
| 77 | Visões                                                          | 2003 | Christopher Hampton                               | França             | Romance       | 2h03min  | Cecilia, uma jornalista dedicada a investigar os desaparecidos durante a repressão na Argentina dos anos 1970, é capturada pela polícia. Quando sua filha também é levada, seu marido, Carlos Rueda, recorre à clarividência na desesperada tentativa de resgatá-las. |
| 78 | Zuzu Angel                                                      | 2006 | Sérgio Rezende                                    | Brasil             | Drama         | 1h48min  | Retrata a história da estilista Zuzu Angel, que, durante a ditadura militar no Brasil, enfrenta uma dolorosa batalha para denunciar o sequestro, tortura e assassinato de seu filho Stuart pelos militares. Usando sua influência, ela desafia o regime em busca de justiça. |

1. ↑  EDUARDO, Morettin; MARCOS, Napolitano. O Cinema e as Ditaduras Militares: Contexto, memórias e representações audiovisuais. FAPESP: Intermeios, 2018.
2. ↑  alantygel (11 de setembro de 2019). «8 filmes para entender a ditadura militar no Chile». MST. Consultado em 26 de junho de 2025
3. ↑  «14 filmes para entender a ditadura militar no Brasil». O Globo. 27 de março de 2019. Consultado em 26 de junho de 2025
4. ↑  «Na esteira de 'Ainda Estou Aqui', confira dicas de filmes voltados para o tema do combate à repressão». Agência Gov. Consultado em 26 de junho de 2025
5. ↑  «Como 'Argentina, 1985', filmes para não esquecer a ditadura». noticias.uol.com.br. Consultado em 26 de junho de 2025
6. ↑  «Cinedebate discutiu filme sobre a ditadura militar no Uruguai nos anos 1970 e 1980». www.ifspcaraguatatuba.edu.br. Consultado em 26 de junho de 2025
7. ↑  «'O Agente Secreto' é ovacionado em Cannes com thriller sobre ditadura | Em Cartaz». VEJA. Consultado em 26 de junho de 2025